# Nomotettix saussurei
Nomotettix saussurei är en insektsart som beskrevs av Bolívar, I. 1909. Nomotettix saussurei ingår i släktet Nomotettix och familjen torngräshoppor. Inga underarter finns listade i Catalogue of Life.